# ダリヤ
株式会社ダリヤ（DARIYA CORPORATION）は、愛知県名古屋市中区丸の内三丁目に本社を置く、主にヘアカラーなどを製造、販売する化粧品メーカーである。
社名は創業時にヒットした製品「ミスダリヤポマード」に因む。

## 概要
メナード化粧品の創業者でもある野々川大介（1921–2019）が、1941年（昭和16年）に独立、一般化粧品の製造販売を開始する。
創業当時より藤山一郎・折原啓子らといった俳優・タレントを「ミスダリヤポマード」「ポードリアン」といった自社製品のCMキャラクターに起用したことで、徐々に知名度を上昇させてゆく。また当時の化粧品業界の宣伝パターンの多くは、ピアスのように、メーキャップなどでの映画への協賛、さらに映画俳優をCMに起用するといったモノが多く、同社もそれらにならって、有名俳優・タレントを多数起用していったことで、これが現在に至るまで同社の特徴にもなっている。
主な商品に家庭用パーマ用品「ベネゼル」、ヘアカラーの「サロンドプロ」や「クレオディーテ」や「パルティ」などがある。1960年代～1970年代は化粧品、シャンプーが主力であったが、1980年代後半から現在に至るまで、ヘアカラーが主力となっている。
また1970年代には、「アコちゃんおしゃれセット」や「マリーちゃん」といった、現代では定着化傾向にある子供向け化粧品を販売したりもしており、他にも神経衰弱を取り入れた絵合わせゲーム「パネッコ」やお風呂セット「ジャブン」や「りんごちゃん」、透明空気ボール入りマスコット「ダリちゃん」などの子供向け製品と玩具を販売していたが現在は撤退している。

## 沿革
- 1941年（昭和16年） - 創業。
- 1950年（昭和25年） - ダリヤ商事株式会社を設立。ミスダリヤポマード発売。ヒット商品第一号となる。
- 1958年（昭和33年） - ダリヤ工業株式会社に商号変更。
- 1959年（昭和34年） - 日本メナード化粧品設立、訪問販売化粧品事業部門を分離。
- 1964年（昭和39年） - 鉄腕アトムシャンプー発売。子供に大ヒットする。
- 1965年（昭和40年） - 株式会社ミスダリヤに商号変更。
- 1968年（昭和43年） - コント55号を起用し、フケ取りシャンプー「フケミン」発売。この年の1月に株式会社ダリヤに商号変更。
- 1970年（昭和45年） - 「レモンシャンプー」発売。70年代のヒット商品になる。
- 1972年（昭和47年） - 「ダリヤ トニックシャンプー」発売。イメージキャラクターは三田明。
- 1987年（昭和62年） - 1978年から売り出したホームパーマ向け商品「ベネゼル」大ヒット。以後、同社の主力商品になる。
- 1992年（平成4年） - ヘアマニキュア「サロンドプロ」発売。2年後にヒットする。
- 1998年（平成10年） - 若者向けヘアブリーチ「パルティ」発売。
- 2000年（平成12年） - 「パルティ」のデザインを一新、大々的に宣伝し、同社の看板商品の一つに成長する。
- 2005年（平成17年） - 20代向けヘアカラー「サロンドフューティ」発売。
- 2016年（平成28年） - 30代向け白髪が気になり始めた方用ヘアカラー「クレオディーテ」発売。

## 商品
- ベネゼル（ホームパーマ）
- サロンドプロ（白髪用ヘアカラー）
- クレオディーテ（白髪が気になり始めた方用ヘアカラー）
- パルティ（若年層向けヘアカラー）
- メンズパルティ（男性用若年層向けヘアカラー）
- ハイトリートメント（弱酸性トイレタリー用品）
- 豆乳シリーズ（豆乳を主成分とした基礎化粧品）
- リバティ（男性化粧品）
- フケミン（フケ予防剤）

など

## CM

### 出演者

#### 現在
サロンドプロ
- 名取裕子
- 高岡早紀

パルティ
- Aぇ! group ※ Web-CM[1]
- 玉城ティナ

クレオディーテ
- 瀬戸康史

#### 過去
- ロイ・ジェームス
- 三沢あけみ
- コント55号
- 和泉雅子
- 三田明（ダリヤ トニックシャンプー）
- 麻里圭子
- 麻丘めぐみ（1973年、ダリヤ レモンシャンプー）
- 桜田淳子
- ラッツ&スター（JOY JACK）
- ピーター
- 三浦りさ子
- 川島なお美
- 加藤清史郎
- 杉本彩
- 麻生祐未
- 川崎麻世
- 鈴木砂羽
- 南野陽子（1985年 - 1987年、ダリヤ ベネルック化粧品・聖なる女（ひと））※ 泉晶子との共演バージョンもある
- 泉晶子（1985年 - 1987年、ダリヤ ベネルック化粧品・聖なる女（ひと））※ 南野陽子と共演

ベネゼル
- 青木さやか
- 安西ひろこ
- 辺見えみり
- キャシー・デニス

パルティ
- mihimaru GT
- 安西ひろこ
- 河田幸子
- KARA
- DAIGO
- 白石麻衣（乃木坂46）
- 柳明日香
- 益若つばさ
- 星あや
- 菅野結以
- 平野いえな
- 井上奈保
- 藤後夏子
- 村田倫子

クレオディーテ
- 小泉里子

## テレビスポンサード番組

### 過去
- タワーバラエティ・タワープレゼント（フジテレビ系）
- お昼のゴールデンショー（フジテレビ系）
- ダリヤターキーボウル（名古屋テレビ系。関東地区では日本テレビで放送）
- 魔女っ子チックル（テレビ朝日系）
- クイズ!年の差なんて（フジテレビ系）
- クイズタイムショック（テレビ朝日系ほか。田宮二郎・山口崇の初期まで。）※スポンサー当時、出場参加者・番組観覧者のお土産品（参加賞）でもあった。
- 木曜ファミリーランド→生さんま みんなでイイ気持ち!→金曜超テレビ宣言!→将太の寿司→金曜メガTV→中村雅俊のゼッタイ!知りたがり（フジテレビ系）
- みごろ!たべごろ!笑いごろ!（テレビ朝日系）
- クイズところ変れば!?（テレビ東京系）
- 情報プレゼンター とくダネ!（フジテレビ系。）月曜日9:30頃～9:50頃の複数社提供の1社（30秒）など。
  - 80年代以降はドラマ番組・バラエティー番組の複数社スポンサーがほとんどだった。現在はスポットCM中心。

## 関連会社
- 日本メナード化粧品株式会社
- 野々川物産株式会社
- 野々川工芸株式会社
- 株式会社サンフイルド
- 株式会社サンメナード
- 株式会社メナードジョアレット